# Shin Seung-chan
Shin Seung-chan (in coreano hangul: 정경은; 6 dicembre 1994) è una giocatrice di badminton sudcoreana, vincitrice della medaglia di bronzo nel doppio femminile ai Giochi olimpici di Rio de Janeiro 2016, in coppia con Jung Kyung-eun.

## Palmarès
- Giochi olimpici

Rio de Janeiro 2016: bronzo nel doppio femminile.
- Campionati mondiali di badminton

Copenaghen 2014: bronzo nel doppio femminile.
- Mondiali giovanili

Taoyuan 2011: oro nel doppio femminile.
Chiba 2012: oro nel doppio femminile.